# Saison 1 d'Unreal
Chronologie
Saison 2
Cet article présente le guide des épisodes de la première saison de la série télévisée américaine Unreal.

## Généralités
- La saison a été diffusée du 1er juin 2015 au 3 août 2015 sur Lifetime.
- Au Canada, elle a été diffusée en simultanée sur Lifetime Canada.

## Distribution

### Acteurs principaux
- Shiri Appleby : Rachel Goldberg
- Constance Zimmer : Quinn King
- Freddie Stroma : Adam Cromwell
- Craig Bierko : Chet Wilton
- Josh Kelly : Jeremy
- Jeffrey Bowyer-Chapman : Jay
- Johanna Braddy : Anna Martin
- Aline Elasmar : Shia
- Breeda Wool : Faith
- Nathalie Kelley : Grace
- Ashley Scott : Mary Newhouse

### Acteurs récurrents
- Arielle Kebbel : Britney
- Brennan Elliott : Graham
- Amy Hill : Dr Wagerstein
- Siobhan Williams : Lizzie
- Genevieve Buechener : Madison
- Christie Laing : Shamiqua
- Natasha Burnett : Athena
- Natasha Wilson : Maya
- Stephanie Bennett : Pepper
- Andrea Brooks : Tanya
- Melissa Elias (en) : Crystal
- Elise Gatien : Rita
- Sonya Salomaa : Cynthia Wilton
- J. R. Bourne : Bill DeYoung
- Chelah Horsdal : Louise
- Ty Olsson : Kirk Newhouse

## Liste des épisodes

### Épisode 1:Retour dans l'arène
- États-Unis /  Canada : 1er juin 2015 sur Lifetime[1] / Lifetime Canada[2]
- Québec : 4 mars 2016 sur ICI ARTV[3]
- France : 24 mai 2016 sur NRJ 12

- États-Unis : 815 000 téléspectateurs[4] (première diffusion)
- France : 472 000 téléspectateurs[5] (première diffusion)

### Épisode 2:Recherche garce désespérément
- États-Unis /  Canada : 8 juin 2015 sur Lifetime / Lifetime Canada
- Québec : 5 mars 2016 sur ICI ARTV
- France : 24 mai 2016 sur NRJ 12

- États-Unis : 707 000 téléspectateurs[6] (première diffusion)
- France : 424 000 téléspectateurs[5] (première diffusion)

### Épisode 3:Viens voir maman
- États-Unis /  Canada : 15 juin 2015 sur Lifetime / Lifetime Canada
- Québec : 11 mars 2016 sur ICI ARTV
- France : 24 mai 2016 sur NRJ 12

- États-Unis : 570 000 téléspectateurs[7] (première diffusion)
- France : 335 000 téléspectateurs[5] (première diffusion)

### Épisode 4:L'amour est dans le vignoble
- États-Unis /  Canada : 22 juin 2015 sur Lifetime / Lifetime Canada
- Québec : 12 mars 2016 sur ICI ARTV
- France : 31 mai 2016 sur NRJ 12

- États-Unis : 550 000 téléspectateurs[8] (première diffusion)
- France : 319 000 téléspectateurs[9] (première diffusion)

### Épisode 5:Les Belles et la Bête
- États-Unis /  Canada : 29 juin 2015 sur Lifetime / Lifetime Canada
- Québec : 18 mars 2016 sur ICI ARTV
- France : 31 mai 2016 sur NRJ 12

- États-Unis : 840 000 téléspectateurs[10] (première diffusion)
- France : 281 000 téléspectateurs[9](première diffusion)

### Épisode 6:Tombé de haut
- États-Unis /  Canada : 6 juillet 2015 sur Lifetime / Lifetime Canada
- Québec : 19 mars 2016 sur ICI ARTV
- France : 31 mai 2016 sur NRJ 12

- États-Unis : 740 000 téléspectateurs[11] (première diffusion)
- France : 299 000 téléspectateurs[9](première diffusion)

### Épisode 7:Toute peine mérite salaire
- États-Unis /  Canada : 13 juillet 2015 sur Lifetime / Lifetime Canada
- Québec : 25 mars 2016 sur ICI ARTV
- France : 7 juin 2016 sur NRJ 12

- États-Unis : 710 000 téléspectateurs[12] (première diffusion)
- France : 252 000 téléspectateurs[13] (première diffusion)

### Épisode 8:Qui veut épouser qui?
- États-Unis /  Canada : 20 juillet 2015 sur Lifetime / Lifetime Canada
- Québec : 26 mars 2016 sur ICI ARTV
- France : 7 juin 2016 sur NRJ 12

- États-Unis : 730 000 téléspectateurs[14] (première diffusion)
- France : 227 000 téléspectateurs[13] (première diffusion)

### Épisode 9:Raison ou sentiments
- États-Unis /  Canada : 27 juillet 2015 sur Lifetime / Lifetime Canada
- Québec : 1er avril 2016 sur ICI ARTV
- France : 14 juin 2016 sur NRJ 12

- États-Unis : 570 000 téléspectateurs[15] (première diffusion)
- France : 248 000 téléspectateurs[16] (première diffusion)

### Épisode 10:Le Grand Jour (ou presque)
- États-Unis /  Canada : 3 août 2015 sur Lifetime[17] / Lifetime Canada
- Québec : 2 avril 2016 sur ICI ARTV
- France : 14 juin 2016 sur NRJ 12

- États-Unis : 790 000 téléspectateurs[18] (première diffusion)
- France : 248 000 téléspectateurs[16] (première diffusion)